# Jon Elster

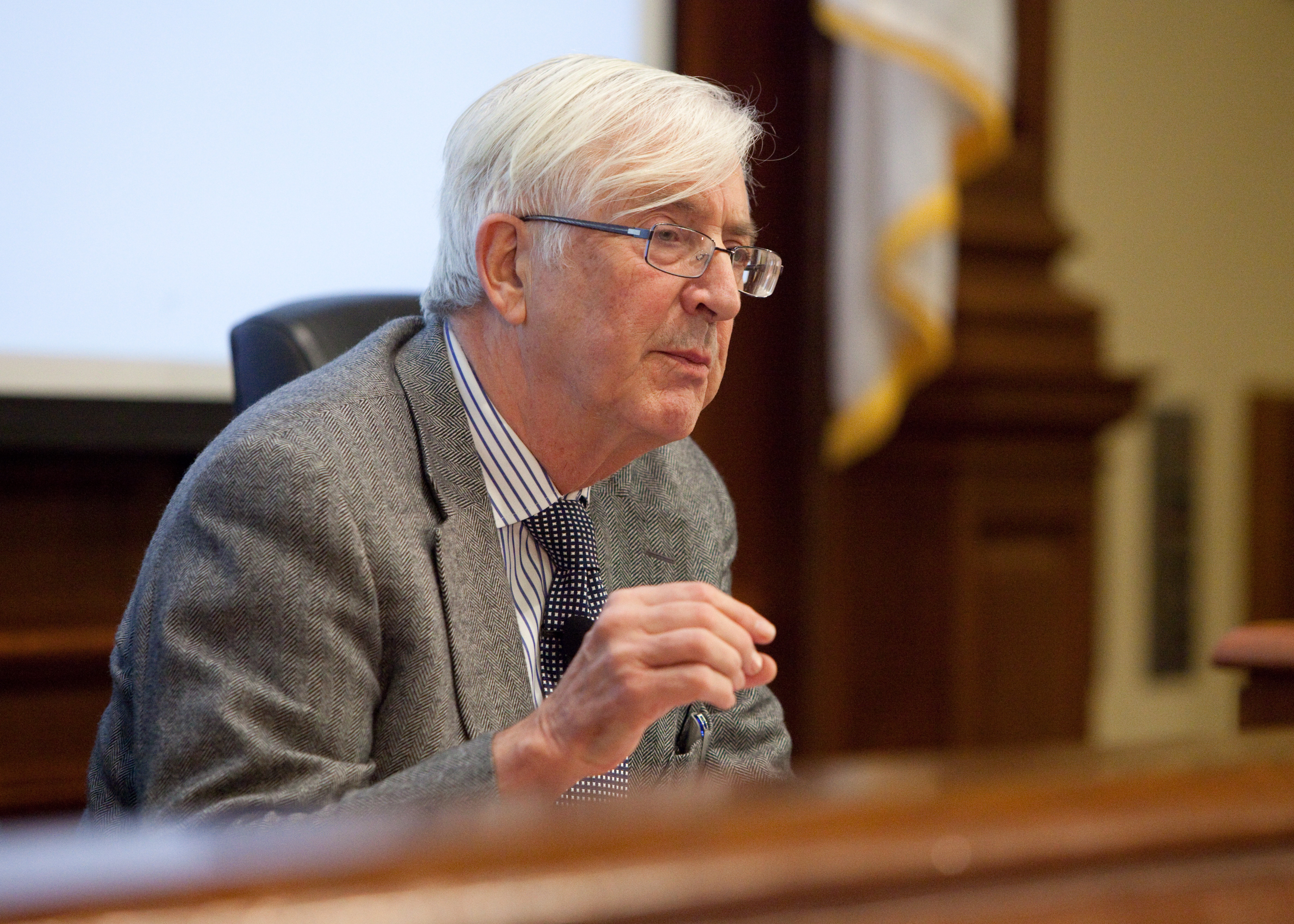
Jon Elster podczas wykładu

Jon Elster (ur. 22 lutego 1940 roku) – norweski filozof, pracujący nad teorią racjonalnego wyboru i problemami nauk społecznych. Jeden z założycieli współczesnej szkoły marksizmu analitycznego. Obecnie profesor Uniwersytetu Columbia i Collège de France. Był jednym z redaktorów norweskiej encyklopedii politologicznej Pax Leksikon. Od 2017 roku członek międzynarodowej Rady Naukowej polskiego czasopisma naukowego "Polish Political Science Yearbook".

## Wybrane publikacje
- Logic and Society (New York, 1978)
- Ulysses and the Sirens (Cambridge, 1979)
- Sour Grapes: Studies in the Subversion of Rationality (Cambridge, 1983)
- Explaining Technical Change : a Case Study in the Philosophy of Science (Oslo, 1983)
- Making Sense of Marx (Cambridge, 1985)
- An Introduction to Karl Marx (Cambridge, 1986)
- Nuts and Bolts for the Social Sciences (Cambridge, UK, 1989)
- Strong Feelings: Emotion, Addiction, and Human Behavior The Jean Nicod Lectures. (MIT press, 1997)
- Alchemies of the Mind: Rationality and the Emotions (Cambridge, 1999)
- Ulysses Unbound: Studies in Rationality, Precommitment, and Constraints (Cambridge, 2002)
- Closing the Books: Transitional Justice in Historical Perspective (Cambridge, 2004)
- Explaining Social Behavior: More Nuts and Bolts for the Social Sciences (Cambridge, 2007)